# Geschiedenis van Rizespor
Op deze pagina vindt u meer informatie over het geschiedenis van de club Rizespor. Deze club is opgericht in 1953.

## Geschiedenis
Rizespor is een voetbalclub opgericht in 1953 te Rize, Turkije. De club is ontstaan door een fusie van Güneşspor, Rizegücü en Fenergençlik. In het seizoen 2007-2008 degradeerde de club naar 1. Lig. In het seizoen 2008-2009 werd de club negende in de rangschikking. Het jaar daarop degradeerde de club net niet de 2. Lig. De club werd 15e van 18 ploegen met maar 2 punten meer dan de degraderende Hacettepe SK. In het seizoen 2010/11 werd de club 4de; en mocht dus spelen in de play-offs. In de halve finale speelde Rize uit tegen Orduspor. Die wedstrijd werd verloren met 4-0, en bij de spelers en supporters was de hoop om naar het Süper Lig te gaan eigenlijk toen al over. De week daarna moesten ze thuis spelen tegen deze club, en deze wedstrijd eindigde op een 3-3-gelijkstand. Orduspor won in de finale en was de derde ploeg dit seizoen dat naar het Süper lig mocht gaan. In 2011-12 werd de club derde en mocht zich weer klaarmaken voor de play-offs. De club verloor deze keer tegen Adanaspor met scores van: 3-1 en 0-1. In het seizoen 2012-2013 werd de club 2de in de competitie en promoveerde zo terug naar het Süper Lig.

### Gespeelde divisies
Süper Lig: 1979-1981, 1985-1989, 2000-2002, 2003-2008
2e divisie: 1974-1979, 1981-1985, 1989-1993, 1994-2000, 2002-2003, 2008-
3e divisie: 1968-1974, 1993-1994

## Historische wedstrijden
- 12 februari 2001 - Çaykur Rizespor 5-1 Beşiktaş (Rize Atatürkstadion) Competitie wedstrijd
- 28 januari 2004 - Galatasaray 0-5 Çaykur Rizespor (Atatürk Olympisch Stadion) Turkse Beker 3. ronde
- 30 oktober 2006 - Trabzonspor 0-1 Çaykur Rizespor (Hüseyin Avni Akerstadion) Competitie wedstrijd
- 05 november 2006 - Çaykur Rizespor 2-1 Galatasaray (Rize Atatürkstadion) Competitie wedstrijd

## Primeurs
- Eerste trainer: Şenol Birol
- Eerste voorzitter: Bahattin Coşkun
- Eerste wedstrijd: tegen Trabzonspor (5-1 gewonnen)
- Grootste overwinning: tegen Artvin XI (9-0 gewonnen)